# King's Head Theatre
Il King's Head Theatre è un teatro sito nel borgo londinese di Islington. Il teatro si trova nel retro di un pub ed il secondo teatro di questo genere nel Regno Unito per longevità. Il teatro è stato inaugurato nel 1970 e da allora ospita allestimenti di opere di prosa, musical ed opere liriche.

## Storia
Il teatro è sito nel retro di un edificio vittoriano originariamente noto come King's Head Tavern, una ricostruzione ottocentesca di una locanda che si trova a questo indirizzo dal 1543. Il teatro fu costruito nel 1970 e ristrutturato nella stagione 2007/2008 per ampliare sia lo spazio scenico che la capienza. Dan Crawford ne fu fondatore e direttore artistico fino alla sua morte nel 2005, quando Stephanie Sinclaire gli subentrò alla guida del teatro. Insieme alla vedova Crawford, la Sinclaire riuscì a ottenere il sostegno e l'appoggio di importanti nomi del teatro britannico, tra cui Tom Stoppard, Clive Rowe, Janie Dee, Sharon D. Clarke e Maureen Lipman.
A partire dal nuovo secolo, il King's Kead Theatre ha ospitato prime di rilievo, tra cui la prima produzione britannica del musical di Leonard Bernstein Peter Pan e le prime europee di commedie e drammi come Fucking Men, Naked Boys Singing e The Lisbon Traviata. Alcuni degli allestimenti del teatro furono accolti da un tale successo di critica e pubblico da essere immediatamente riproposti nel più capiente e commerciale teatro del West End, tra cui la loro produzione di Coming Clean e Vieux Carré. Il teatro è noto soprattutto per i suoi allestimenti minimalisti di opere liriche, una tradizione inaugurata nel 2010 con Il barbiere di Siviglia e consacrata nel 2018 con La bohème, candidata al Premio Laurence Olivier insieme ad allestimenti del London Coliseum e della Royal Opera House.